# Blonde and Groom
Blonde and Groom è un cortometraggio statunitense del 1943, diretto da Harry Edwards, con Harry Langdon.

## Trama
Mentre sua moglie è assente per qualche tempo, Harry ospita a casa propria per una notte la fidanzata del suo amico Rex. La moglie gli telefona, e, dopo aver sentito una voce di donna, ingelosita, decide di tornare subito a casa.
Frattanto a casa di Harry si è introdotto l’ex-fidanzato della ragazza, che si spaccia per infermiera per non fare indispettire il violento intruso, mentre la moglie fa ritorno.